# Diadromus albiceps
Diadromus albiceps är en stekelart som beskrevs av Gabriel Strobl 1901. Diadromus albiceps ingår i släktet Diadromus och familjen brokparasitsteklar. Inga underarter finns listade i Catalogue of Life.